# Résidence Mont-Blanc à Combloux
 (août 2021).
Si vous disposez d'ouvrages ou d'articles de référence ou si vous connaissez des sites web de qualité traitant du thème abordé ici, merci de compléter l'article en donnant les références utiles à sa vérifiabilité et en les liant à la section « Notes et références ».
La Résidence Mont-Blanc est un ensemble résidentiel, autrefois Hôtel du Mont-Blanc, situé à Combloux dans le département de la Haute-Savoie

## Histoire
L'hôtel du Mont-Blanc est construit en 1912 par un entrepreneur suisse, Phyl Provence. Il est au départ un palace de 50 chambres. 
Racheté courant 1921 par la PLM (Compagnie des chemins de fer de Paris à Lyon et à la Méditerranée), elle y mène dès 1923 d'importants travaux afin de le moderniser et d'attirer de nouveaux touristes. 
Grâce à l'achat de terrains voisins, des équipements sportifs sont ajoutés comme un golf, un tennis, une patinoire, des pistes de luge, de curling et même l'une des premières remontées mécaniques électriques à partir de 1936. L'hôtel possède désormais une superficie de 3000 mètres carrés, et propose 200 chambres,. D'un point de vue architectural, l'hôtel passe de quatre à cinq étages et la PLM fait ajouter de grandes baies vitrées afin de pouvoir profiter du panorama du Mont-Blanc.
L'hôtel reçoit une riche clientèle ainsi que des personnalités issues du monde sportif, artistique ou politique. 
La Seconde Guerre mondiale porte un coup définitif à l'hôtel, qui ne rouvrira jamais. A la dissolution de la compagnie, la résidence est revendue en appartements privés.

## Galerie

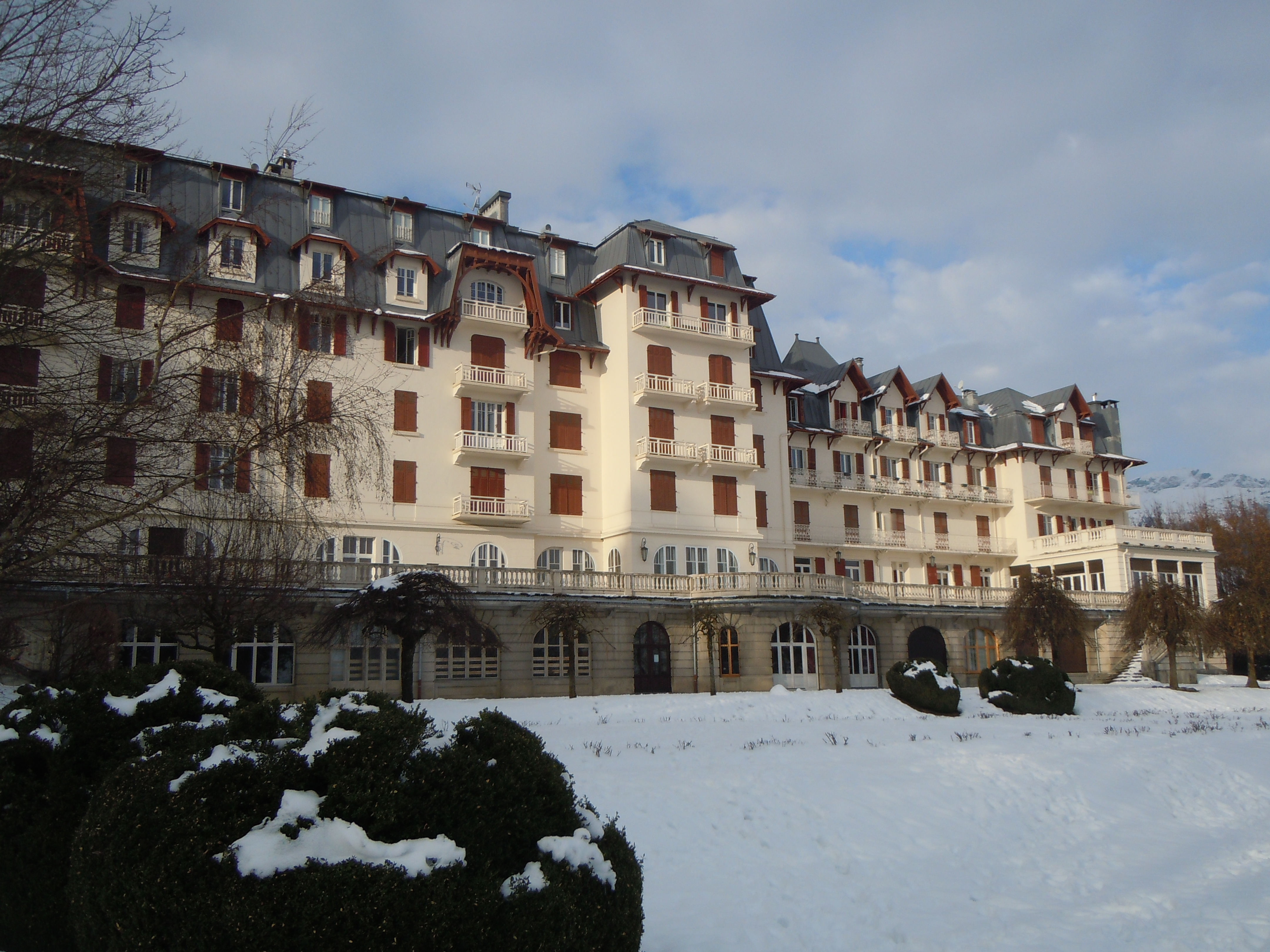
Façade de la résidence
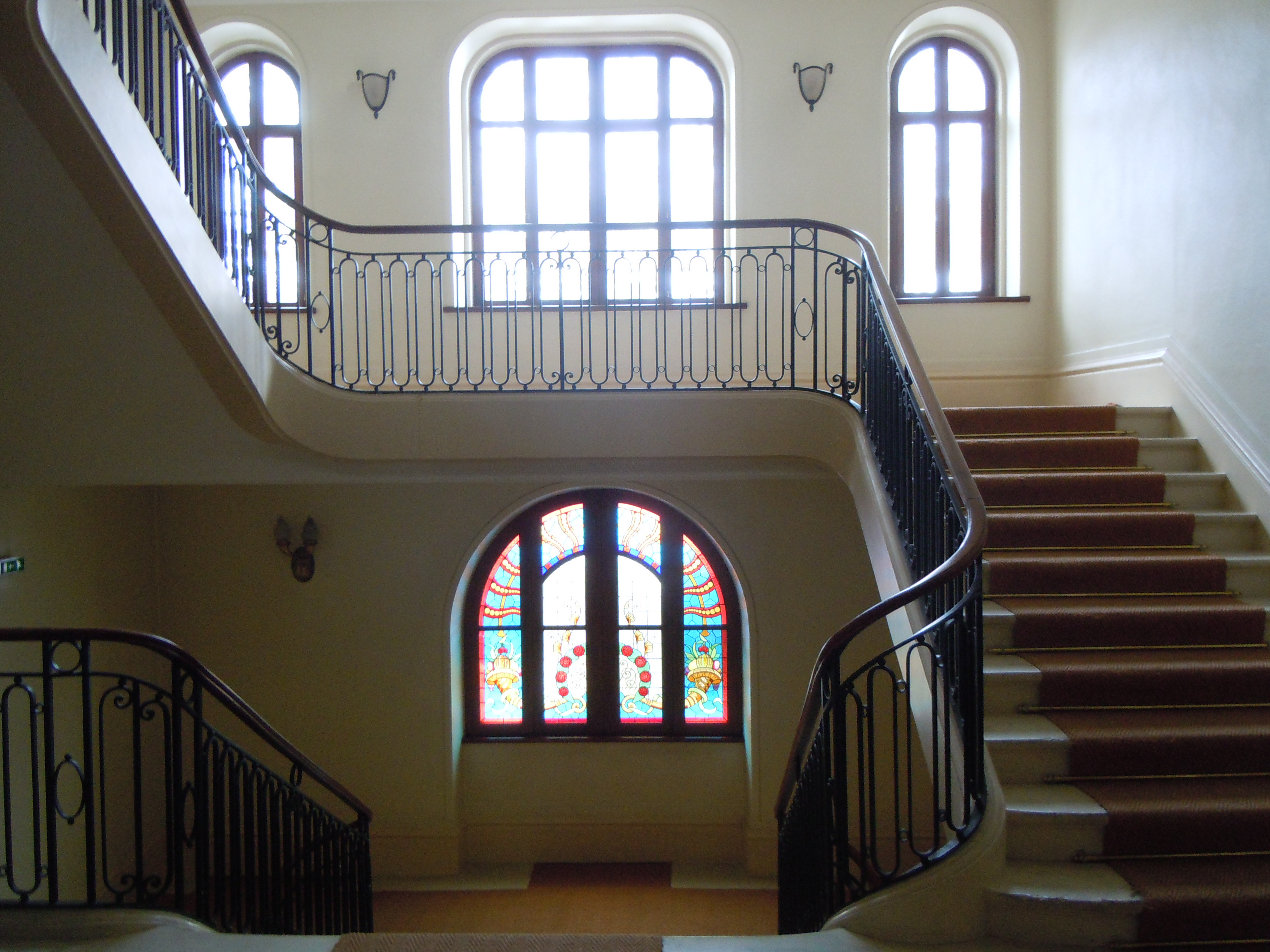
Escalier intérieur
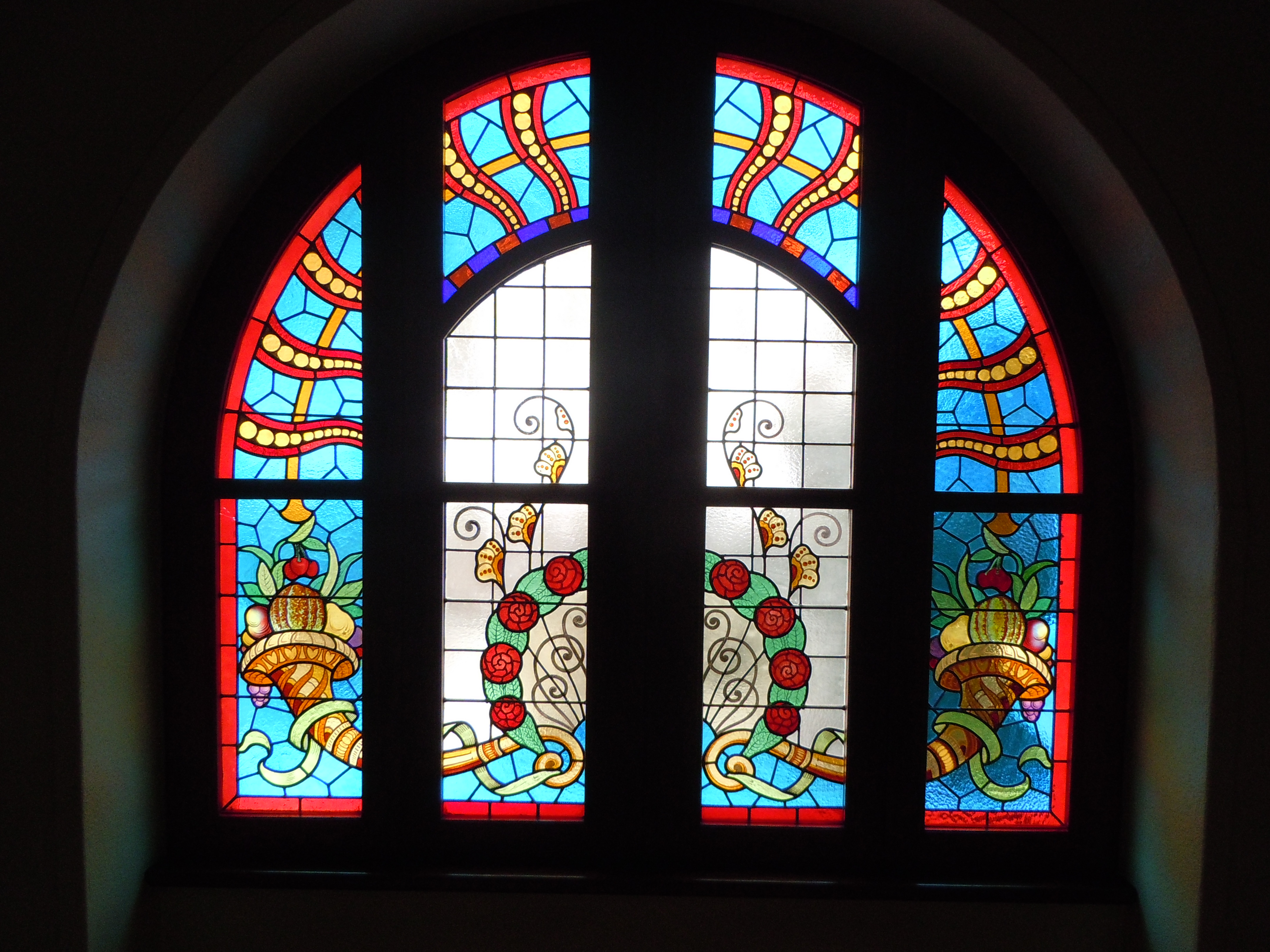
Vitrail de style Art déco